# The Legend of Zelda: Twilight Princess (mangá)
The Legend of Zelda: Twilight Princess (ゼルダの伝説 トワイライトプリンセス, Zeruda no Densetsu: Towairaito Purinsesu) é uma série de mangás de aventura e fantasia sombria escrita e ilustrada pelo duo Akira Himekawa, baseada no jogo eletrônico de mesmo nome. Ela é serializada no aplicativo e página MangaONE da Shogakukan desde fevereiro de 2016, com dez volumes publicados até então.

## Desenvolvimento
Depois de completar adaptações para mangá de outros jogos da série The Legend of Zelda, o duo Akira Himekawa queria adaptar The Legend of Zelda: Twilight Princess. Entretanto, já que o jogo foi classificado como mais maduro que outros jogos da franquia, elas queriam uma revista semanal para serializar com um demográfico de idade mais avançada. Elas não conseguiram encontrar uma revista adequada, porém. Depois de pedidos dos fãs, o duo mais tarde decidiu abordar a Nintendo novamente com a esperança de encontrar uma revista, e eventualmente fecharam um acordo com a MangaONE. Graças a este novo acordo, elas foram capazes de tornar a adaptação mais longa do que suas predecessoras, que haviam durado apenas por um ou dois volumes tankōbon.

## Publicação
Em julho de 2015, o duo Akira Himekawa anunciou que estavam trabalhando em uma nova adaptação de mangá para a série The Legend of Zelda. Em fevereiro de 2016, o duo anunciou que o jogo que seria adaptado era The Legend of Zelda: Twilight Princess, e ele começaria sua serialização no aplicativo e página MangaONE em 8 de fevereiro de 2016. De novembro de 2017 a fevereiro de 2018, o duo pôs a série em hiato para "recarregar". Em maio de 2020, Himekawa anunciou que a série havia entrado em seu arco final. A série entrará seu clímax em seu décimo volume. Até setembro de 2021, os capítulos individuais da série foram compilados em nove volumes tankōbon.
Um lançamento da série em inglês foi mencionado pela primeira vez em maio de 2016, quando Himekawa fez uma publicação em sua página no Facebook alegando que a Viz Media publicaria a série. Três meses depois na New York Comic Con, a Viz Media confirmou que licenciaram a série para sua publicação em inglês.

### Lista de volumes
| Nº | Data de lançamento original | ISBN original          | Data de lançamento em inglês | ISBN em inglês         |
| -- | --------------------------- | ---------------------- | ---------------------------- | ---------------------- |
| 1  | 24 de junho de 2016         | ISBN 978-4-09-142174-6 | 14 de março de 2017          | ISBN 978-1-42-159347-0 |
| 2  | 28 de dezembro de 2016      | ISBN 978-4-09-142314-6 | 8 de agosto de 2017          | ISBN 978-1-42-159656-3 |
| 3  | 26 de maio de 2017          | ISBN 978-4-09-142400-6 | 13 de março de 2018          | ISBN 978-1-42-159826-0 |
| 4  | 27 de dezembro de 2017      | ISBN 978-4-09-142594-2 | 11 de setembro de 2018       | ISBN 978-1-97-470226-8 |
| 5  | 28 de agosto de 2018        | ISBN 978-4-09-142758-8 | 9 de julho de 2019           | ISBN 978-1-97-470564-1 |
| 6  | 28 de março de 2019         | ISBN 978-4-09-143017-5 | 14 de janeiro de 2020        | ISBN 978-1-97-471163-5 |
| 7  | 28 de agosto de 2019        | ISBN 978-4-09-143070-0 | 11 de agosto de 2020         | ISBN 978-1-97-471533-6 |
| 8  | 27 de março de 2020         | ISBN 978-4-09-143164-6 | 9 de março de 2021           | ISBN 978-1-97-471982-2 |
| 9  | 25 de dezembro de 2020      | ISBN 978-4-09-143258-2 | 14 de setembro de 2021       | ISBN 978-1-97-472338-6 |
| 10 | 28 de setembro de 2021      | ISBN 978-4-09-143346-6 | —                            | —                      |